# Stazione di Nishiya
La stazione di Nishiya (西谷駅?, Nishiya-eki) è una stazione ferroviaria situata nel quartiere di Hodogaya-ku della città giapponese di Yokohama, nella prefettura di Kanagawa, ed è servita dalla linea Sagami principale delle Ferrovie Sagami.

## Linee
Ferrovie Sagami
■■ Linea Sagami principale

## Struttura
La stazione è dotata di due marciapiedi a isola, e in origine possedeva quattro binari, ma al 2016, a causa dei lavori di realizzazione dell'interconnessione con la linea Tōkaidō, sono in funzione solamente i due binari interni.
A ovest della stazione passa il viadotto del Tōkaidō Shinkansen, ma non è presente alcuna fermata lungo quest'ultimo.
| 2 | ■ Linea Sagami principale | per Futamatagawa, Ebina e Shōnandai |
| 3 | ■ Linea Sagami principale | per Hoshikawa e Yokohama            |

## Stazioni adiacenti
| «                                       | Servizio                | »                       |
| Linea Sagami principale                 | Linea Sagami principale | Linea Sagami principale |
| --------------------------------------- | ----------------------- | ----------------------- |
| Kami-Hoshikawa                          | Locale                  | Tsurugamine             |
| Le altre tipologie di treni non fermano |                         |                         |